# Zeshan Rehman
Zeshan Rehman (Birmingham (Engeland), 14 oktober 1983) is een Engels-Pakistaans voetballer die bij voorkeur als verdediger speelt. Hij debuteerde op 7 december 2005 in het Pakistaans voetbalelftal, tegen Sri Lanka.
Rehman debuteerde in 2004 in de Premier League in het shirt van Fulham. Daarmee werd hij de eerste Pakistaanse speler in de Premier League.  Hij verruilde in december 2013 Kitchee SC voor Pahang FA.